# The Other Side Two
Singles de Ayumi Hamasaki
M
(2000) Evolution
(2001)
Singles par Ayumi Hamasaki
The Other Side One
(2000) The Other Side Three
(2001)
The Other Side Two (écrit : the other side TWO, avec le sous-titre previously unreleased version) est un single de remix de chansons de Ayumi Hamasaki, en collaboration avec le DJ américain Junior Vasquez (en), 2e d'une série de quatre.

## Présentation
Le single sort le 31 janvier 2001 au Japon sous le label indépendant Rhythm Republic lié à Avex Trax. Il sort le même jour que les deux autres singles de la série et que le single Evolution de la chanteuse. Il est édité en quantité limitée. Il atteint la 10e place du classement de l'Oricon, et reste classé pendant trois semaines. 
Le disque lui-même est un CD, mais il est inséré dans un boîtier original spécialement conçu pour l'occasion, en carton rigide et de la taille d'une pochette de disque vinyle 45 tours, sans photo ni livret. Il contient six versions remixées par Hex Hector dans le genre house music : trois de la chanson-titre du single Appears, et trois de celle de Boys & Girls, dont à chaque fois une version instrumentale. 
C'est le deuxième d'une série de quatre singles. Le premier (The Other Side One) était sorti deux mois et demi plus tôt, tandis que les trois autres (dont The Other Side Three et The Other Side Four) sortent simultanément, avec une présentation similaire, seule changeant la couleur de la couverture, contenant des remix par d'autres DJs.

## Liste des titres
Toutes les paroles sont écrites par Ayumi Hamasaki.
| 1. | Appears 'Junior's Club Mix'                | Kazuhito Kikuchi |  |
| 2. | Appears 'Junior's Instrumental'            | Kazuhito Kikuchi |  |
| 3. | Appears 'Junior Appears On The Air'        | Kazuhito Kikuchi |  |
| 4. | Boys & Girls 'Junior Vasquez Club Mix'     | D・A・I          |  |
| 5. | Boys & Girls 'Junior Vasquez Club Dub'     | D・A・I          |  |
| 6. | Boys & Girls 'Junior Vasquez Instrumental' | D・A・I          |  |